# Pio Sodalizio dei Piceni
Il Pio Sodalizio dei Piceni di Roma è tra le più antiche istituzioni marchigiane, con esperienza plurisecolare nell'Urbe.

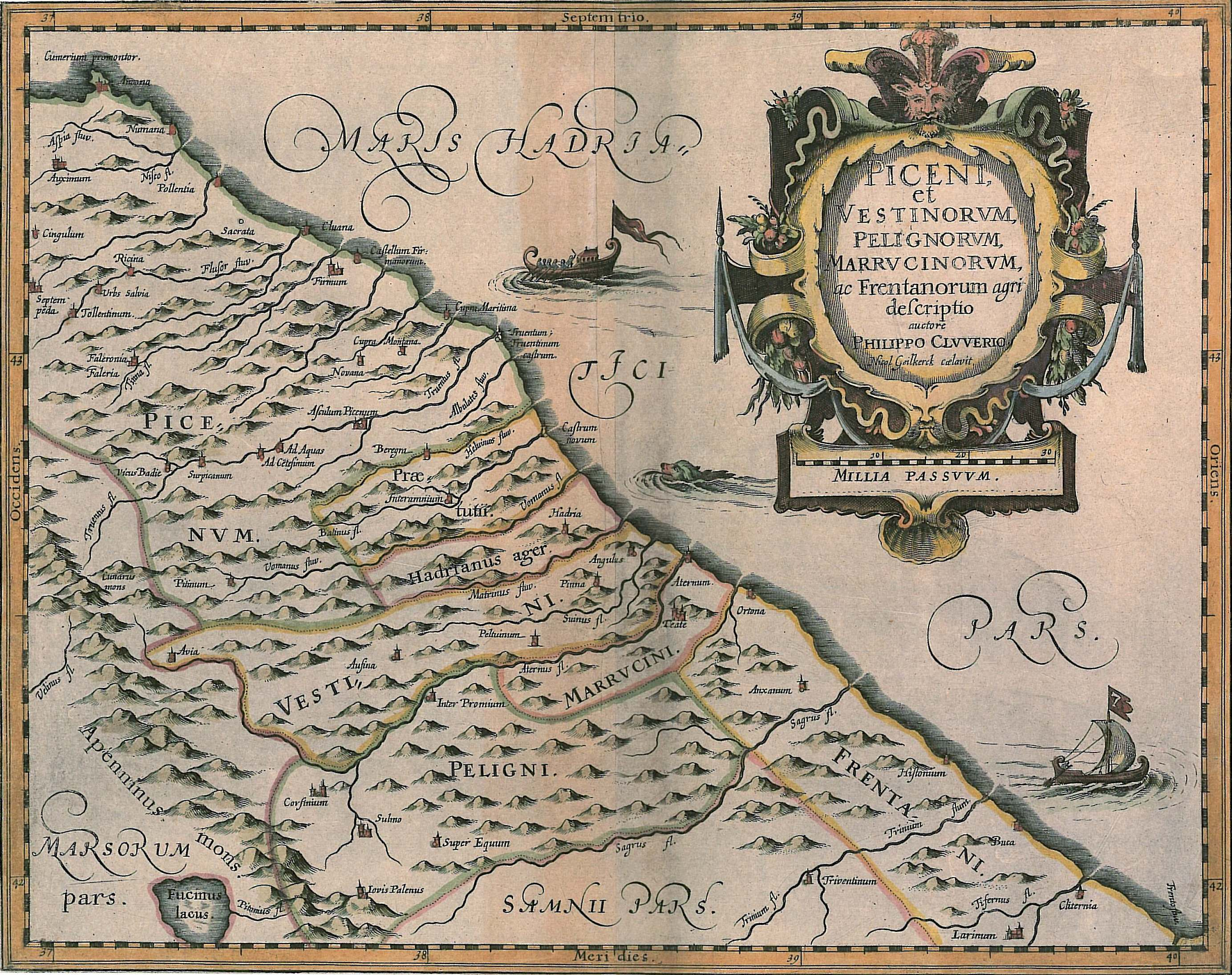
L'agro piceno in una carta del 1624.

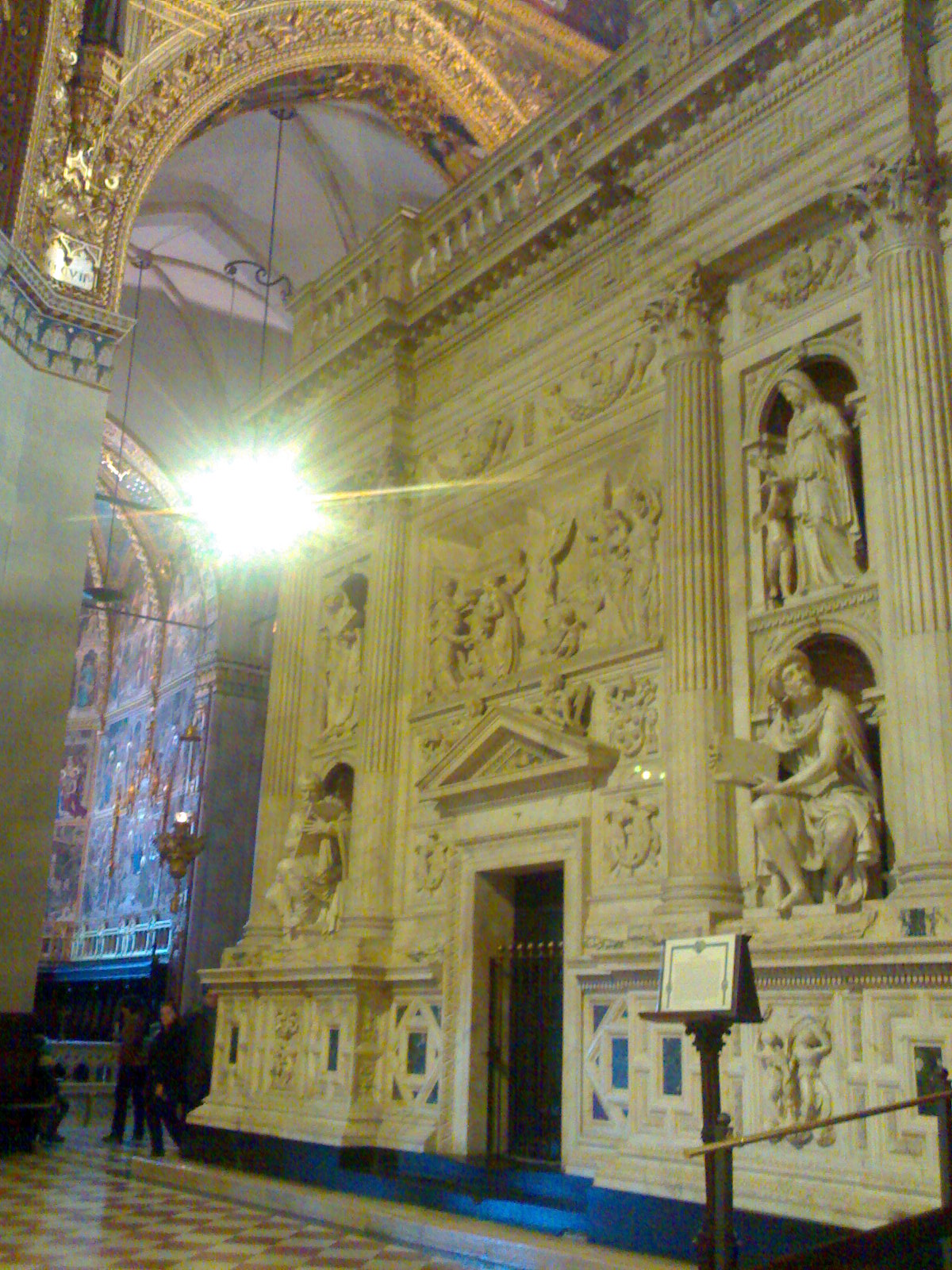
Monumento della Santa Casa nella Basilica di Loreto

Essa trae origine dall'associazione, costituitasi agli albori del XVII secolo, per interessamento del cardinale marchigiano Gianbattista Pallotta di Caldarola residente a Roma, divenuta poi -  per volere di Papa Urbano VIII,  nel 1633 - Confraternita della Santa Casa di Loreto.  Da allora, il giorno 10 dicembre di ogni anno, ricorrenza della "traslazione della Santa Casa" si celebra la festa dei Piceni a Roma.
L'associazione venne istituita con il precipuo compito di aiutare i giovani marchigiani di disagiate condizioni economiche ma  intellettualmente dotati che ambivano proseguire in Roma gli studi superiori.

## Storia
Nel 1667 Papa Innocenzo XI con suo Breve elevò la Confraternita della Santa casa di Loreto in Arciconfraternita.
Dopo l'unità d'Italia l'Arciconfraternita con lo statuto adottato nel 1899 venne denominata con l'attuale titolo di Pio Sodalizio dei Piceni.
Dall'anno 1963, a seguito di modifica dello Statuto, il Pio Sodalizio ha perduto la sua qualità di opera pia ed è stato trasformato in Fondazione scolastica, pur conservando l'impronta cattolica di sempre e continuando a possedere lo stesso patrimonio, come la chiesa di San Salvatore in Lauro di cui il Pio Sodalizio è proprietario e custode.
Anche dopo la normativa del 1975 relativa al "decentramento regionale", il Pio Sodalizio ha continuato a mantenere la sua fisionomia di Fondazione oggi posta sotto la vigilanza del Ministero dell'Interno.

## Il Pio Sodalizio oggi
Da oltre 350 anni la Fondazione, adeguandosi ai tempi ed alle mutate condizioni della società, ha svolto un'ininterrotta attività soprattutto in favore dei giovani marchigiani in condizioni economiche disagiate che frequentano le Università statali e pontificie ma anche in favore di corregionali residenti a Roma e bisognosi di aiuto.
Utilizzando le proprie rendite patrimoniali, derivanti dall'amministrazione di cospicui cespiti immobiliari, frutti di lasciti di tanti benefattori, il Sodalizio provvede a sovvenire con borse di studio ed altre agevolazioni i giovani marchigiani che intraprendono studi presso le Università, Accademie e Conservatorii e che non godono di altre borse di studio.
L'Ente eroga contributi significativi anche a giovani già laureati che seguono con profitto corsi post universitari (di specializzazione, master, ecc.), sia in Italia che all'estero per concorrere alla loro specifica professione e competenza.
Il Sodalizio provvede inoltre alla promozione di iniziative culturali riguardanti la regione marchigiana, la sua storia civile e religiosa e ogni espressione della "marchigianità" in genere e, ovviamente, dà seguito a tutti gli obblighi derivanti da lasciti attinenti all'istruzione, alla beneficenza ed al culto. In particolare modo, i membri del Sodalizio con la parrocchia di San Salvatore in Lauro festeggiano in modo solenne ogni 10 dicembre la festa della Madonna di Loreto.
Annualmente, il Pio Sodalizio conferisce un prestigioso riconoscimento, il Premio Picenum, ai marchigiani che più si distinguono in Italia e nel Mondo. Da ultimo, il riconoscimento per l'anno 2010 è stato tributato al famoso regista e sceneggiatore Dante Ferretti.

## La sede

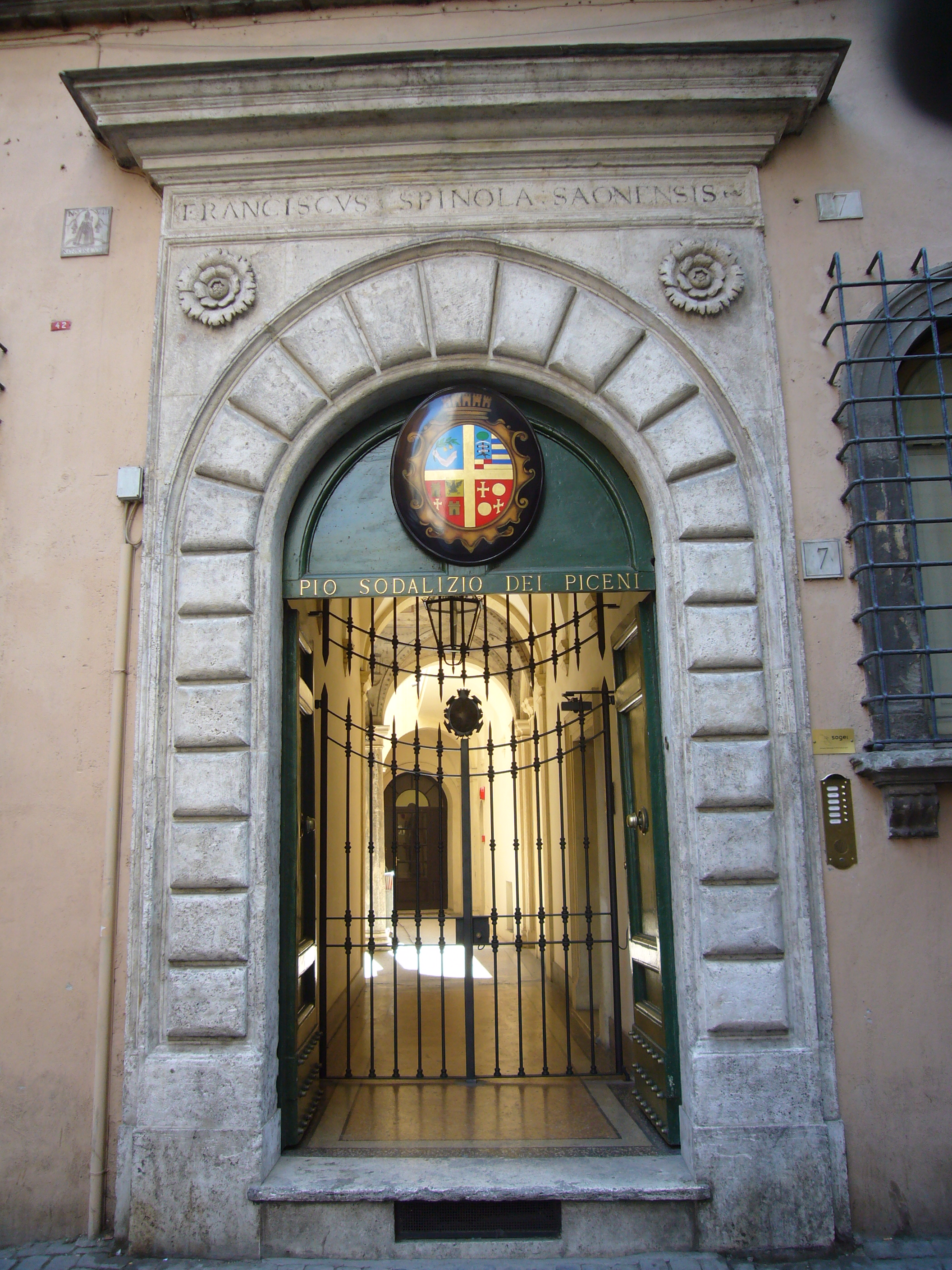
La sede del Pio sodalizio dei Piceni a via di Parione

La sede storica del Pio Sodalizio è nel Palazzetto di Sisto V, in via di Parione. È qui contenuta la biblioteca del sodalizio, con un patrimonio di circa 14.000 titoli, moltissimi riguardanti le Marche, oltre a numerosi manoscritti, giornali e riviste, e l'archivio storico che data dagli inizi del XVII secolo e giunge sino ai nostri giorni ma ha il luogo principale di ritrovo e di svolgimento delle sue attività sociali nella chiesa di San Salvatore in Lauro e nell'annesso ex convento (entrambi situati nell'omonima piazza presso via dei Coronari) che oggi dispone di numerosi ambienti quali il salone delle adunanze denominato "Salone dei Piceni" con un affresco avente ad oggetto le "Nozze di Cana" e con l'antico monumento funebre del pontefice Eugenio IV, il chiostro, l'anfiteatro, spazi espositivi che hanno ospitato mostre di grande livello artistico e spazi dedicati alle diverse esigenze nonché una collezione di ceramiche e reperti.

## Organi statutari
Il Pio Sodalizio è governato da un consiglio di amministrazione, del quale sono membri di diritto i rappresentanti delle cinque province marchigiane.
Il consiglio di amministrazione elegge il presidente della Fondazione. Il consiglio si avvale anche di un collegio di revisori dei conti e di un collegio di probiviri, tutti prescelti tra i soci della fondazione. A capo della struttura amministrativa, vi è un Segretario Generale.
Attuale presidente è Luca Battaglia, succeduto a Duilio Benvenuti (in carica dal 1° gennaio al 31 luglio 2012), succeduto a Giorgio Bizzarri, succeduto a sua volta a Paolo Spinucci.

## I "Sodali"
I soci della fondazione, che prendono titolo di sodali, sono i marchigiani residenti stabilmente a Roma, che dimostrino le proprie origini marchigiane, siano di specchiata moralità e condotta ed in possesso di adeguato livello culturale. L'ammissione è deliberata dal Consiglio e le istanze di ricezione nel Pio Sodalizio devono essere garantite da almeno due sodali presentatori del candidato. La nomina viene effettuata in modo solenne in occasione delle assemblee generali ovvero in occasioni di importanti cerimonie.

## Le borse di studio
Le borse di studio vengono assegnate a studenti marchigiani o la cui famiglia risieda nelle Marche da almeno 20 anni  sulla base di bandi annuali. Ad ogni borsista il Sodalizio assegna un tutor che segue, consiglia e sostiene lo studente interessato. Anche le borse di studio vengono consegnate in forma solenne, alla presenza dei Sodali e di rappresentanti della regione Marche.